# 国家科学基金会
国家科学基金会（英語：National Science Foundation，缩写为），是美国政府独立机构，1984年至1991年间曾颁发總統青年學者獎（Presidential Young Investigator Award），取代该奖项的NSF青年学者奖（NSF Young Investigator Awards）和总统教授学者奖（Presidential Faculty Fellows Program）也由该机构颁发。

## 历史
由美国国会于1950年创立。该机构支持除医学领域外的科学和工程学基础研究和教育，负责医学的同类机构为国家卫生研究院。2020年，该机构的财政预算增长2.5％，总金额为82.8亿美金。
美国国家自然科学基金会资助的项目占美国联邦政府资助的美国大学基础研究的20%。在某些领域，如数学、计算机科学、经济学和社会科学，NSF是主要的联邦赞助者。
NSF的主任、副主任和理事会24位成员，由美国总统任命、美国参议院批准。NSF主任和副主任负责管理、计划、预算和日常运作。NSF理事会一年开会6次，确定政策。